# 가지촌 (사이타마현)
가지촌(加治村)은 사이타마현의 남서부, 이루마군에 속했던 촌이다. 현재의 한노시에 해당한다.

## 역사
- 1889년 4월 1일 - 정촌제 시행에 의해 고마군 가지촌이 성립하였다
- 1896년 4월 1일 - 고마군이 이루마군과 통합해, 이루마군 가지촌이 되었다.
- 1943년 4월 1일 - 한노정, 세이메이촌, 모토카지촌, 미나미코마촌과 합병해 한노정이 신설되었다.
- 1954년 1월 1일 - 한노정이 시로 승격해 한노시가 되었다.
- 1956년 9월 30일 - 한노시가 이루마군 아가노촌, 히가시아가노촌, 하라이치바촌을 편입하였다.
- 2005년 1월 1일 - 한노시가 이루마군 나구리촌을 편입하였다.